# Климович Андрій Васильович
Андрій Васильович Климович (біл. Андрэй Васілевіч Клімовіч; нар. 27 серпня 1988, Мінськ, Білоруська РСР) — білоруський футболіст, воротар російського клубу «Кубань» (Краснодар) та національної збірної Білорусі.

## Клубна кар'єра
Вихованець ДЮСШ РЦОП-БДУ. Перший тренер – Сергій Миколайович Лагун.
У 2006 році підписав професіональний контракт із клубом «Зірка-БДУ» та одразу зіграв 20 матчів у Першій лізі. 2007 року перейшов до мінського «Динамо». Грав у оренді у клубах «Барановичі» та «Верас» (Несвіж), де провів повноцінний сезон в основі. 21 грудня 2010 року підписав контракт із брестейським «Динамо». Розглядався як основний воротар, однак у третій половині сезону 2011 року програв конкуренцію Вадиму Деонасу, у сезоні 2012 року — Валерію Фомічову. У сезоні 2013 року став основним воротарем та зіграв у всіх 32 матчах чемпіонату.
У грудні 2013 року підписав дворічний контракт із «Гомелем». 22 березня 2014 року в кубковому матчі проти «Дніпра» припустився грубої помилки, через яку «Гомель» поступився з рахунком 1:2. Після цього основним воротарем команди став Микола Романюк, однак за деякий час Климович повернув собі місце в основі. Викликався до національної збірної Білорусії на вересневі матчі, але на поле не виходив.
У січні 2015 року перейшов до клубу «Мінськ». Став основним воротарем команди. У лютому 2016 року продовжив контракт із клубом. У сезоні 2016 років зіграв у всіх матчах, допоміг команді зайняти четверте місце у чемпіонаті, встановив новий рекорд – 19 «сухих» матчів у чемпіонаті за один сезон. Визнаний найкращим воротарем чемпіонату Білорусі 2016.
3 січня 2017 року уклав контракт з мінським «Динамо». Після невдалої гри Сергія Ігнатовича у першому матчі сезону зайняв місце основного воротаря. 27 липня 2017 року помилки Климовича призвели до поразки в Лізі Європи від АЕКа (0:2), після чого Ігнатович повернувся до основного складу, а Климович став другим воротарем. Наприкінці сезону Андрій знову почав з'являтися на полі. У грудні 2017 року після закінчення контракту залишив «Динамо».
У 2018 році перейшов до солігорського «Шахтаря», з яким виграв Кубок Білорусі 2019/20.
У серпні 2019 року футболіст перебрався до Росії, де підписав контракт із клубом «Оренбург». Став основним воротарем команди, але не врятував її від вильоту до ФНЛ у сезоні 2020/21. У червні 2021 року стало відомо, що «Оренбург» не продовжить контракт з голкіпером.
У липні 2021 року перейшов до краснодарської «Кубані», яка вийшла до ФНЛ.

## Кар'єра в збірній
У серпні 2014 року викликаний до національної збірної, проте не дебютував за неї. Пізніше викликався до збірної як третій воротар. 12 червня 2017 року дебютував у збірній, провів усі 90 хвилин у товариському матчі проти Нової Зеландії (1:0).

## Статистика виступів

### Клубна
| Сезон   | Команда           | К-ть матчів | К-ть голів |
| ------- | ----------------- | ----------- | ---------- |
| 2006    | «Зірка-БДУ»       | 20          | −28        |
| 2007    | «Динамо» (Мінськ) | 0           | 0          |
| 2008    | «Динамо» (Мінськ) | 0           | 0          |
| 2009    | «Барановичі»      | 12          | −15        |
| 2010    | «Верас» (Несвіж)  | 25          | −35        |
| 2011    | «Динамо-Берестя»  | 10          | −15        |
| 2012    | «Динамо-Берестя»  | 9           | −12        |
| 2013    | «Динамо-Берестя»  | 32          | −41        |
| 2014    | «Гомель»          | 27          | −33        |
| 2015    | «Мінськ»          | 26          | −28        |
| 2016    | «Мінськ»          | 30          | −23        |
| 2017    | «Динамо» (Мінськ) | 17          | −9         |
| 2018    | «Шахтар»          | 29          | −13        |
| 2019    | «Шахтар»          | 17          | −12        |
| 2019/20 | «Оренбург»        | 20          | −32        |

### У збірній
| Дата      | Місто   | Господарі         | Результат | Гості         | Турнір            | Голи | Примітки |
| --------- | ------- | ----------------- | --------- | ------------- | ----------------- | ---- | -------- |
| 12-6-2017 | Мінськ  | Білорусь          | 1 – 0     | Нова Зеландія | товариський матч  | -    |          |
| 24-3-2019 | Белфаст | Північна Ірландія | 2 – 1     | Білорусь      | Відбір до ЧЄ 2020 | -    |          |
| Усього    |         | Матчів            | 2         |               | Голів             | 0    |          |

## Досягнення
- Білоруська футбольна вища ліга
  -  Срібний призер (2): 2017, 2018

- Кубок Білорусі
  -  Володар (1): 2018/19

- Найкращий воротар чемпіонату Білорусі: 2016
- У списку 22 найкращих футболістів чемпіонату Білорусі: 2016